# Воссоздание садов и скверов
«Воссоздание садов и скверов» (полное наименование — «Воссоздание санкт-петербургских садов и скверов») — российская общественная организация, заявляющая своими целями благоустройство и озеленение парков и дворовых территорий Санкт-Петербурга.
Организация проводит крупные субботники, предлагает свои проекты и курирует частные инициативы. Среди её работ реконструкция Ботанического сада к 300-летнему юбилею, акции по созданию городских скверов и зон детского отдыха, в том числе для детей с ограниченными возможностями.
Основные доноры организации — крупный бизнес, иногда проводятся целевые акции по сбору средств среди горожан, в ряде случаев проекты финансируют районные администрации.
Работа организации строится на основе частно-государственного партнёрства. Среди бизнесменов, поддерживающих работу «Воссоздания садов и скверов», президент инвестиционно-строительного холдинга RBI Эдуард Тиктинский, основатель сети книжных магазинов «Буквоед» Денис Котов, генеральный директор «Арла Фудс Артис» Михаил Ляско. В числе основных партнёров организации числятся Сбербанк России, «МегаФон», «Проект 111», поставляющий промо-продукцию для акций, и другие.

## История создания

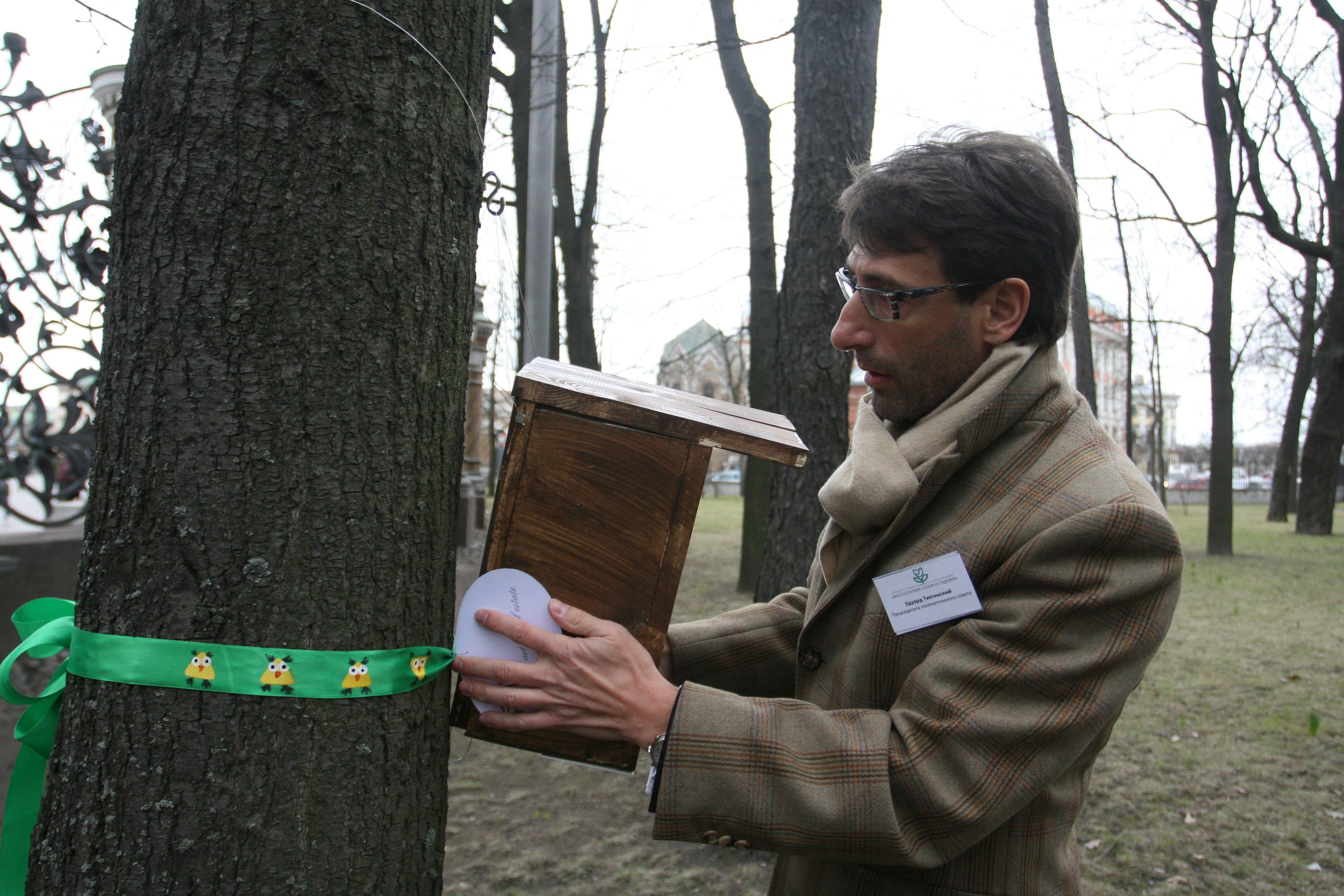
Эдуард Тиктинский, председатель совета директоров RBI, в Михайловском саду на акции «Скворцы прилетели». 2015

Общественная организация была учреждена в 2010 году по инициативе заслуженной артистки России Галины Бокашевской. Бокашевская предполагала финансировать деятельность общества частными пожертвованиями горожан, но организация практически сразу получила поддержку крупного бизнеса в лице президента RBI Эдуарда Тиктинского, который и возглавил попечительский совет.
Впервые «Воссоздание садов и скверов» публично заявило о себе в апреле 2010-го во время спора между холдингом RBI и активистами движения «Живой город» по поводу возведения гостиницы на месте водно-моторной станции, незадолго до этого исключённой из комплекса объекта культурного наследия Лопухинский сад. Редевелопмент станции получил одобрение  Комитета по охране памятников (КГИОП). Организация же выступила на стороне «зелёных» активистов. Проект был заморожен, а в 2013 году КГИОП вновь включил станцию в состав сада-памятника.

## Деятельность

### 2010—2012
Первой акцией «Воссоздания садов и скверов» стал крупный субботник 17 апреля, состоявшийся в Петроградском, Московском, Кировском, Приморском и Выборгском районах города. Участники провели уборку более 30 тысяч м².
В октябре 2010 года организация объявила конкурс проектов благоустройства дворов и придомовой территории «Народный двор», в рамках которого финансировала ⅔ стоимости воплощения проектов-победителей (при условии внесения жильцами оставшихся средств). Из 30 поступивших заявок 7 вышло в финал, а победителями стали три: дом 34/1 по Пулковскому шоссе, дом 71/1 по Планерной улице и дом 7/1 по улице Шаврова. Работы на Пулковском шоссе и Планерной улице прошли в 2011 году, на улице Шаврова — в 2012. Всего в рамках проекта было благоустроено более 13 тыс. м² в Московском и Приморском районах. Финансовую поддержку оказали Северо-Западный банк Сбербанка России в лице председателя правления Александра Говорунова и садово-парковое предприятие «Нарвское».
В марте 2011 года деятельность «Воссоздания садов и скверов» была отмечена победой в «Конкурсе экологических проектов, реализуемых в 2008—2010 годах» Правительства Санкт-Петербурга.
В апреле 2012 года организация провела второй конкурс по благоустройству — «Детский двор». Победителями стали детский сад № 7 на улице Ленсовета и школа № 485 на Авиационной улице.
Финал и объявление победителей были приурочены к Международному дню защиты детей 1 июня. При участии администрации Московского района учреждения-победители получили пространства для игр и развития с бесплатными зонами Wi-Fi, работы на территории школы завершились в июне, детского сада — в октябре. Одновременно была благоустроена территория частного детского сада на улице Орджоникидзе.
В конце августа совместно с «Буквоедом» на Среднем проспекте В.О. организация провела акцию «Книги в обмен на макулатуру». Участники получили книги с литературой из школьной программы и билеты на экскурсии по паркам Санкт-Петербурга. За два дня было собрано 900 кг макулатуры и роздано 400 книг.

### 2013—2015
Ботанический сад
В 2013 году по инициативе «Воссоздания садов и скверов» начался масштабный проект «Ботанический сад: возрождение в год 300-летия». Документация для реконструкции была подготовлена на основе исследований «Центра дизайна и урбанистики „Make It“», а работы провела компания «Акватика». В результате по историческим эскизам восстановили утерянные аллеи дендрария, была полностью переработана навигация, сад адаптировали для людей с ограниченными возможностями, а на территории в 2000 м² открылась специальная экспозиция для слабовидящих и незрячих посетителей. В саду появилась зона отдыха и чтения с передвижной библиотекой, и почти на всей территории Ботанического сада заработала бесплатная сеть Wi-Fi от «МегаФона». По оценке РБК, общая стоимость проекта составила около 20 миллионов рублей, большую часть из которых предоставили крупные спонсоры.
В поддержку реконструкции в январе 2014 года в торгово-развлекательном центре «Галерея» прошла акция «Я помог Ботаническому саду». Средства от продажи сувениров и канцелярских товаров с логотипом акции были направлены на создание в дендрарии «Аллеи небезразличных петербуржцев» из редких сортов сирени. Обновлённый Ботанический сад начал работу 17 июня 2014 года.
Сотрудничество с Русским музеем

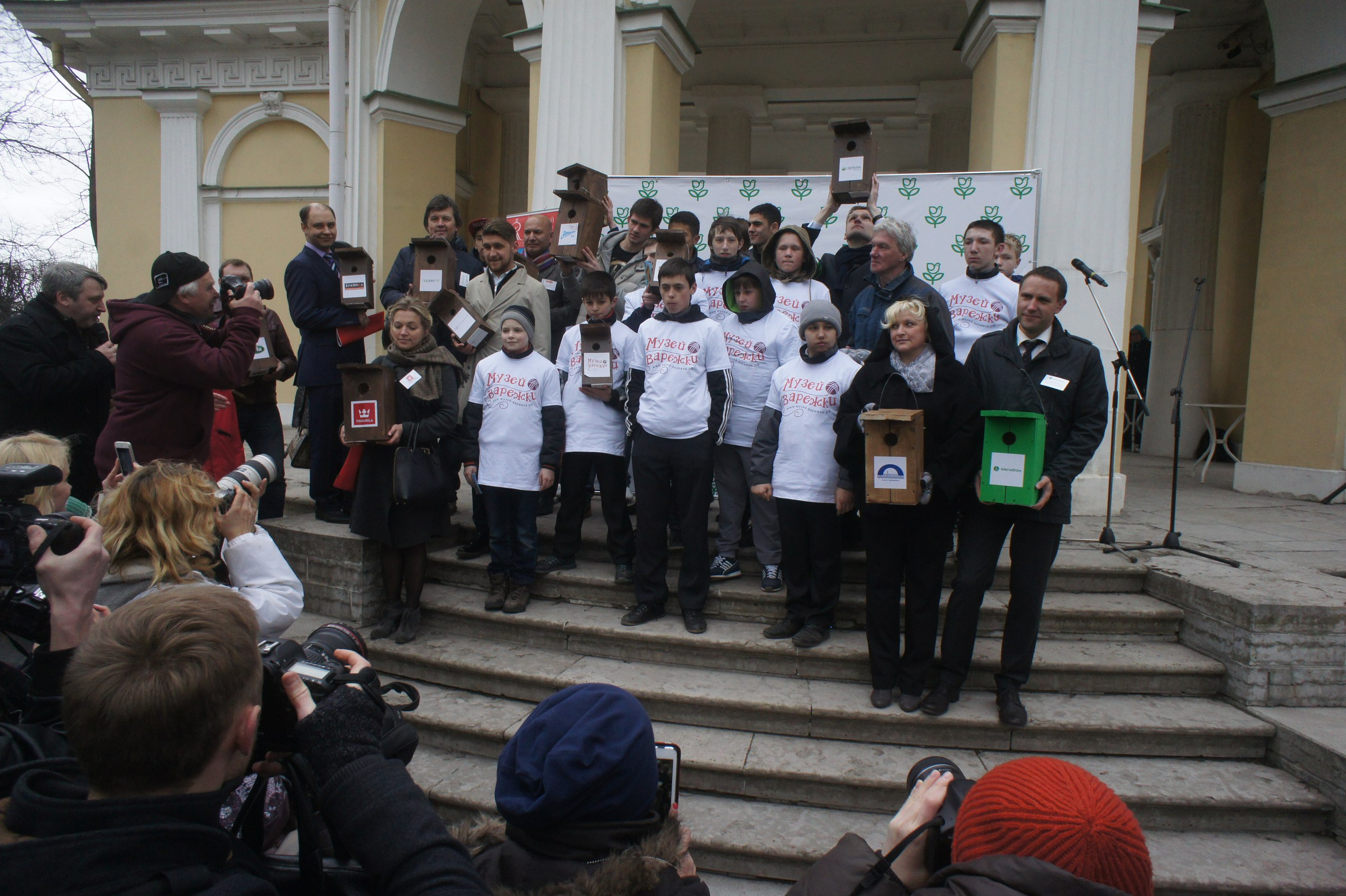
Акция «Скворцы прилетели» в Михайловском саду. 2015

В апреле 2015-го совместно с Русским музеем организация провела в Михайловском саду акцию «Скворцы прилетели»: воспитанники детских домов и учащиеся коррекционных школ Петербурга и Ленобласти изготовили скворечники, а спонсоры, общественные деятели и игроки футбольного клуба «Зенит» установили их. Одним из участников акции стал орнитолог, доцент педагогического университета имени Герцена Юрий Дурнев. Спонсорами мероприятия выступили благотворительный фонд помощи детям-сиротам «Время помогать», Музей варежки, «Водоканал», компания «Тиккурила», торговый дом «Петрович».
В июне состоялся второй совместный проект: в Михайловском саду была открыта площадка для детей с ограниченными возможностями — «Трогательный сад». Разное на ощупь покрытие для ходьбы и стол, состоящий из секций с различными наполнителями — растениями, корой, песком, галькой и другими. Обязательства по содержанию и сохранности обучающей площадки взял на себя Русский музей. «Трогательный сад» стал первым успешным проектом организации, получившим нужную сумму 450 тысяч рублей посредством краудфандинговой платформы Planeta.ru. Ранее в апреле «Воссозданию садов и скверов» не удалось привлечь средства на преобразование двора кинотеатра «Аврора».
Другие проекты
В мае 2013 года организация высаживала деревья у музея «Сестрорецкий рубеж». В августе того же года при поддержке Комитета по благоустройству Петербурга на месте сгоревшего кафе по адресу Левашовский проспект, дом 2, был открыт «Сквер культурного петербуржца», где установили скамейки и высадили молодые деревья, в том числе три конских каштана и четыре липы.
В июне 2015-го организации удалось привлечь на проекты озеленения городского центра около 100 тысяч рублей пожертвований в рамках акции «Петербург, дыши!».
Среди анонсированных в 2015 году проектов две площадки на Петроградской стороне — «Сквер зонтиков» на Мытнинской площади и «Литературный сквер» на проспекте Добролюбова, оформленный цитатами русских писателей. Также организация объявила конкурс на проектирование крупного парка с научно-познавательными экспонатами и анонсировала создание документального фильма «Дети проходных дворов», посвящённого петербургским дворам. В съёмках фильма принимает участие историк Льва Лурье.
По данным на 2015 год, в общей сложности организация провела 11 субботников, её усилиями было благоустроено более 25 000 м² городских территорий и ближайшего пригорода.